# Die Schläger von Brooklyn
Die Schläger von Brooklyn (auch „Terror in Brooklyn“) ist ein US-amerikanischer Actionfilm, produziert 1980 unter Regie von John Flynn.

## Handlung
Der Matrose Tommy wartet auf seinen nächsten Einsatz. Er zieht in eine heruntergekommene Gegend von New York, in der Gangs die Straßen beherrschen. Dazu gehören die von Angel Cruz angeführten „Souls“.
Tommy lernt seine Nachbarin, die Friseurin Marsha, kennen. Aus den Bandenkriegen hält er sich zunächst heraus. Eines Tages wird er von den Gangstern verprügelt, Marsha nimmt ihn zu sich und kümmert sich um ihn. Er verliebt sich in sie.
Tommy kämpft gegen die „Souls“ nachdem sie einen Menschen ermorden. Er, Carmine und einige wenige Bewohner des Stadtteils stellen sich gegen die „Souls“. Als diese heranrücken, kommen immer mehr Nachbarn hinzu, die ebenfalls gegen die Bande kämpfen wollen. Derer Mitglieder werden nach einem Kampf entwaffnet und der Polizei übergeben. Tommy verprügelt in einem Zweikampf Angel Cruz, der daraufhin festgenommen wird. Die Bürger erstatten Anzeigen gegen die Bande.

## Produktionsnotizen
John Flynn beschrieb die Arbeit mit Jan Michael Vincent:

„Jan war schon damals ein Trinker. Er hatte Heineken zum Frühstück. In einer Szene mussten wir ihn buchstäblich auf die Beine stellen. Armer Jan. Er vereehrte Danny Aiello. Er wollte ihm mehr Text geben. Ich sagte ihm, dass er das Drehbuch nicht so verhunzen dürfe. Aber Jan war ein lieber Junge. Er hielt sich nie für einen Schauspieler. Es war ihm unangenehm ein Schauspieler zu sein. Jan dachte immer, dass er einen schrecklichen Job abliefern würde und die Leute über ihn lachen würden. […] Jan war wie ein kleines Kind.“

## Kritiken
TV Spielfilm schrieb, „gute Nebendarsteller (Art Carney, Danny Aiello) und die sehr solide Regie von John Flynn (‘Lock Up’) werten die 08/15-Story auf“.